# Soliera
Soliera là một đô thị ở tỉnh Modena thuộc vùng Emilia-Romagna, có vị trí cách khoảng 40 km về phía tây bắc của Bologna và khoảng 9 km về phía bắc của Modena. Tại thời điểm ngày 31 tháng 12 năm 2004, đô thị này có dân số 14.056 người và diện tích 51,1 km².
Đô thị Soliera có các frazioni (đơn đơn vị cấp dưới, chủ yếu là các làng) Sozzigalli, Castello di Sozzigalli, Secchia, Limidi, và Appalto.
Soliera giáp các đô thị: Bastiglia, Bomporto, Carpi, Modena, San Prospero.